# Naděžda Mandelštamová
Naděžda Jakovlevna Mandelštamová (rusky Наде́жда Я́ковлевна Мандельшта́м, 30. října 1899, Saratov – 29. prosince 1980 Moskva) byla ruská spisovatelka, manželka básníka Osipa Mandelštama zavražděného v sovětském gulagu.

## Život
Naděžda Jakovlevna Chazina se narodila v židovské rodině, která konvertovala k pravoslaví. Její matka byla lékařkou. Vystudovala na chlapeckém gymnáziu. S rodiči procestovala Německo, Francii a Švýcarsko. Byla jazykově velmi nadaná. Externě vystudovala přírodovědeckou fakultu.
Osipa Mandelštama poznala v roce 1919 (jiné zdroje uvádějí rok 1921). V roce 1922 uzavřeli sňatek. Po jeho uvěznění a smrti v roce 1938 čelila sama represím, přesto nakonec po Stalinově smrti mohla dostudovat lingvistiku (1956).
V době druhé světové války žila s Annou Achmatovovou v Taškentu.
Celý život zasvětila záchraně díla svého manžela Osipa Mandelštama. Řada jeho děl byla zachována pouze tak, že se je Naděžda naučila nazpaměť.
Napsala dvě knihy pamětí, česky vyšly souborně pod názvem Dvě knihy vzpomínek. Knihy vyšly na západě dříve než v Rusku. První díl vyšel v roce 1970 v exilovém nakladatelství A. P. Čechova v New Yorku; knihu revidoval Nikolaj Otten. Druhý díl pamětí byl vydán v roce 1974 v pařížském nakladatelství YMCA Press). Knihy jsou považovány za jednu z nejsugestivnějších literárních obžalob komunistického režimu. Mandelštamová též uchovala literární archiv svého manžela, který roku 1976 předala Princetonské univerzitě.

## Česká vydání
- MANDELŠTAMOVÁ, Nadežda Jakovlevna. Konec naděje. Köln: Index, 1975. 340 s.
- MANDELŠTAMOVÁ, Nadežda Jakovlevna. Dvě knihy vzpomínek. Překlad Ludmila Dušková. 1. vyd. Brno: Atlantis, 1996. 725 s. ISBN 80-7108-128-0.